# Canada (Ooststellingwerf)
Canada (Stellingwerfs: Kannede; Fries: Kanada) is een buurtschap in de gemeente Ooststellingwerf, in de Nederlandse provincie Friesland. De buurtschap ligt op de grens van het dorpsgebied van de dorpen Elsloo en Appelscha.
Het bebouwde gedeelte valt onder Elsloo, maar de weg met de naam Canada loopt gedeeltelijk ook over het Appelschaas dorpsgebied, tot de Kloosterweg. Dit deel ligt in het Nationaal Park Drents-Friese Wold. De buurtschap houdt in het zuiden op bij de grens met de provincie Drenthe.
De plaatsnaam is vernoemd naar de gelijknamige boerderij waaruit het is ontstaan. In de buurtschap ligt het Canadameer, een voormalig zandzuiggat. In de zomer wordt hier veel gerecreëerd.